# 鲁伊·奥利韦拉
鲁伊·菲利普·阿尔维斯·奥利韦拉（葡萄牙語：Rui Filipe Alves Oliveira，1996年9月5日—），葡萄牙男子自行车运动员，2014年世界青年场地自行车锦标赛男子捕捉赛和男子麦迪逊赛铜牌得主、2024年夏季奥林匹克运动会男子麦迪逊赛金牌得主。